# Rui Patrício
Rui Pedro dos Santos Patrício (wym. [ˌʀuj.pɐ.ˈtɾi.sju]; ur. 15 lutego 1988 w Leirii) – portugalski piłkarz, występujący na pozycji bramkarza w emirackim klubie Al-Ain FC oraz w reprezentacji Portugalii. Zwycięzca Mistrzostw Europy 2016 oraz zawodnik najlepszej jedenastki turnieju.

## Kariera klubowa

### Sporting
Rui Patrício urodził się w dzielnicy Leirii Marrazes. Tam od najmłodszych lat grał w piłkę nożną, po czym został wypatrzony przez skautów Sportingu CP i trafił do szkółki juniorów tego zespołu. Grał tam na pozycji napastnika i nic nie wskazywało na to, że w przyszłości portugalski zawodnik zdecyduje się występować jako bramkarz. Dzięki dobrym występom w drużynie juniorów w 2006 roku Rui Patrício rozpoczął grę w podstawowym składzie Sportingu. Początkowo pełnił tam rolę rezerwowego, a po raz pierwszy w bramce pojawił się 19 listopada w spotkaniu dziesiątej kolejki ligi portugalskiej przeciwko Marítimo Funchal. Na piętnaście minut przed zakończeniem tego spotkania Portugalczyk obronił rzut karny wykonywany przez rywali. Tamten sezon klub z Estádio José Alvalade zakończył na drugim miejscu w ligowej tabeli, mając zaledwie punkt straty do FC Porto. Rui Patrício pozostał w drużynie „Lwów” na kolejny rok. Jak się później okazało wychowanek Sportingu wygrał rywalizację o miejsce w podstawowym składzie ze starszym o pięć lat serbskim bramkarzem Vladimirem Stojkovicem. Udało mu się także zadebiutować w rozgrywkach Ligi Mistrzów, kiedy to 27 listopada 2007 roku wystąpił w pojedynku z Manchesterem United.
W dniu 24 października 2016 roku, Patrício był jednym z 30 zawodników nominowanych do nagrody Złotej Piłki, wraz z portugalskimi kolegami Pepe i Cristiano Ronaldo. 18 lutego 2017 roku rozegrał 400 spotkanie w barwach Sportingu, zostając zawodnikiem meczu.
W dniu 15 maja 2018 roku Patrício wraz z kilkoma kolegami z drużyny, w tym sztabem szkoleniowym, doznał lekkich obrażeń po ataku około 50 kibiców Sportingu po tym, jak drużyna zajęła trzecie miejsce w lidze i straciła szanse na kwalifikacje do Ligi Mistrzów. Pomimo tych wydarzeń, bramkarz i reszta zespołu zgodzili się zagrać w finale Pucharu Portugalii zaplanowanym na następny weekend.

### Wolverhampton Wanderers
1 czerwca 2018 roku angielska drużyna Wolverhampton poinformowała, że Patricio został nowym bramkarzem beniaminka. Transakcja została zakończona w dniu 18 czerwca, a zawodnik związał się czteroletnią umową.

### AS Roma
14 lipca 2021 roku przeszedł do włoskiego klubu AS Roma podpisując trzyletni kontrakt. We włoskim klubie zadebiutował 19 sierpnia w wygranym 2:1 meczu z Trabzonsporem w ramach playoffów do Ligi Konferencji Europy. Trzy dni później zadebiutował w Serie A w barwach Romy w wygranym 3:1 starciu z Fiorentiną.

## Kariera reprezentacyjna
29 stycznia 2008 roku Luiz Felipe Scolari powołał Rui Patrício do reprezentacji Portugalii na towarzyski mecz z Włochami, a następnie znalazł się w kadrze na Euro 2008. Na mistrzostwach Portugalczycy dotarli do ćwierćfinału, w którym przegrali z Niemcami 3:2. Zadebiutował w kadrze 17 listopada 2010 w meczu z Hiszpanią. Obecnie jest pierwszym bramkarzem reprezentacji z którą na Euro 2012 zdobył brązowy medal (III-IV miejsce) i został mistrzem Europy na Euro 2016. Znalazł się w kadrze na Mistrzostwa Świata w 2018 roku, gdzie pełnił funkcję podstawowego golkipera.

## Sukcesy

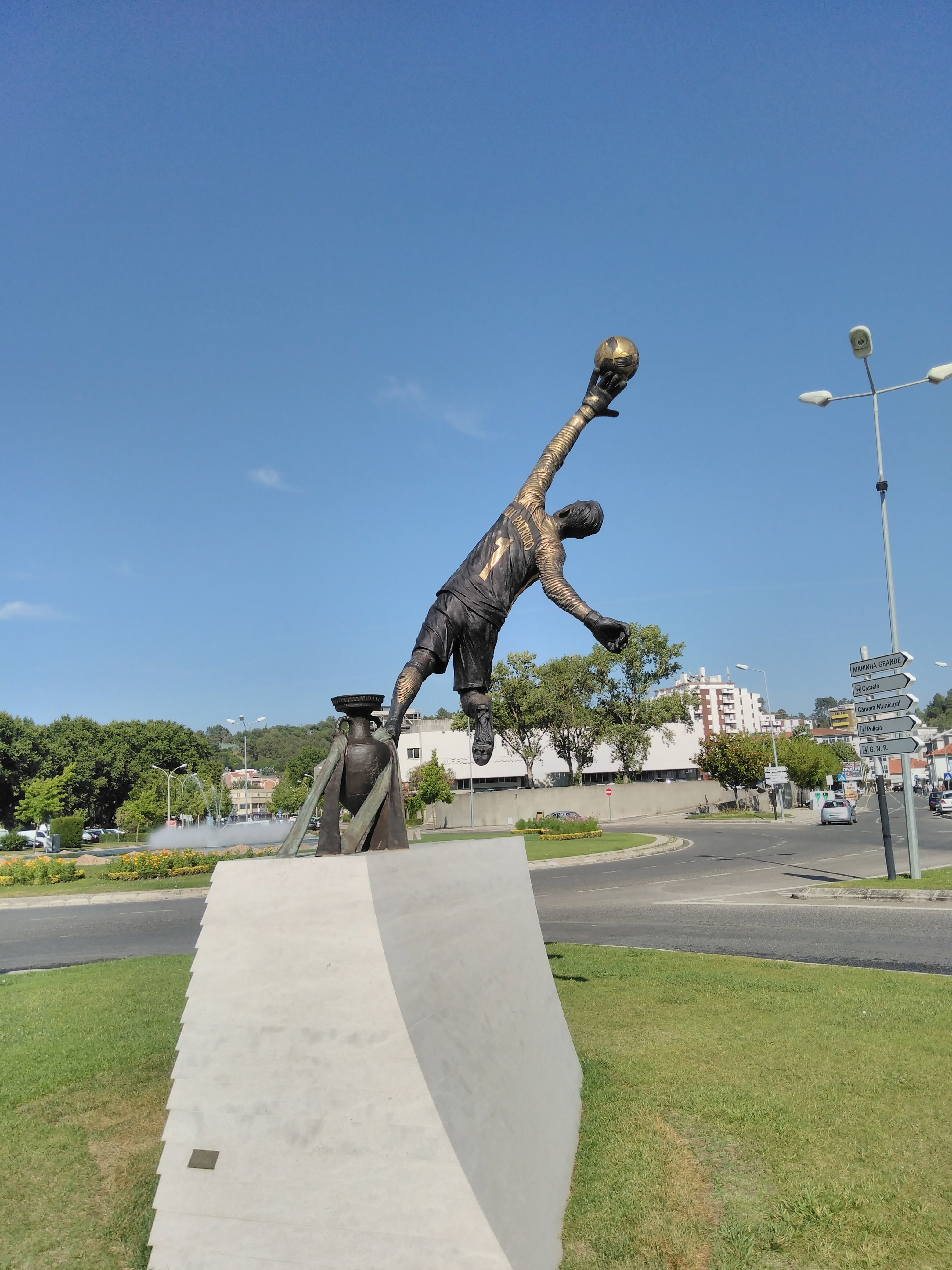
Pomnik Ruiego Patricio i trofeum Henriego Delaunaya, odsłonięty w 2017 roku, uwieczniający interwencję po strzale Antoine'a Griezmanna w finale Euro 2016

### Sporting CP
- Taça de Portugal: 2006/2007, 2007/2008, 2014/2015
- Taça da Liga: 2017/2018
- Superpuchar Portugalii: 2008, 2015

### Reprezentacyjne
- Mistrzostwo Europy: 2016
- Puchar Konfederacji: Trzecie miejsce 2017[10]
- Liga Narodów UEFA: 2018/2019

### Wyróżnienia
- Gracz sezonu w Sportingu CP: 2011, 2012
- Drużyna sezonu Ligi Europy UEFA: 2017/2018[11]
- Drużyna turnieju Mistrzostw Europy: 2016
- Najlepszy bramkarz Primeira Liga: 2011/2012, 2015/2016

## Odznaczenia
- Order Zasługi